# Hermon Carey Bumpus
Hermon Carey Bumpus, född 5 maj 1862 i Buckfield, Maine, död 21 juni 1943, var en amerikansk zoolog. 
Efter att sedan 1886 ha utövat akademisk lärarverksamhet i sitt hemland utnämndes Bumpus 1902 till föreståndare för American Museum of Natural History i New York, näst efter eller vid sidan om Natural History Museum i London världens mest betydande biologiska institution. Bland hans utgivna skrifter märks The Embryology of the American Lobster (1892) och det mycket uppmärksammade arbetet A Contribution to the Study of Variation (1897).